# Holler (Westerwald)

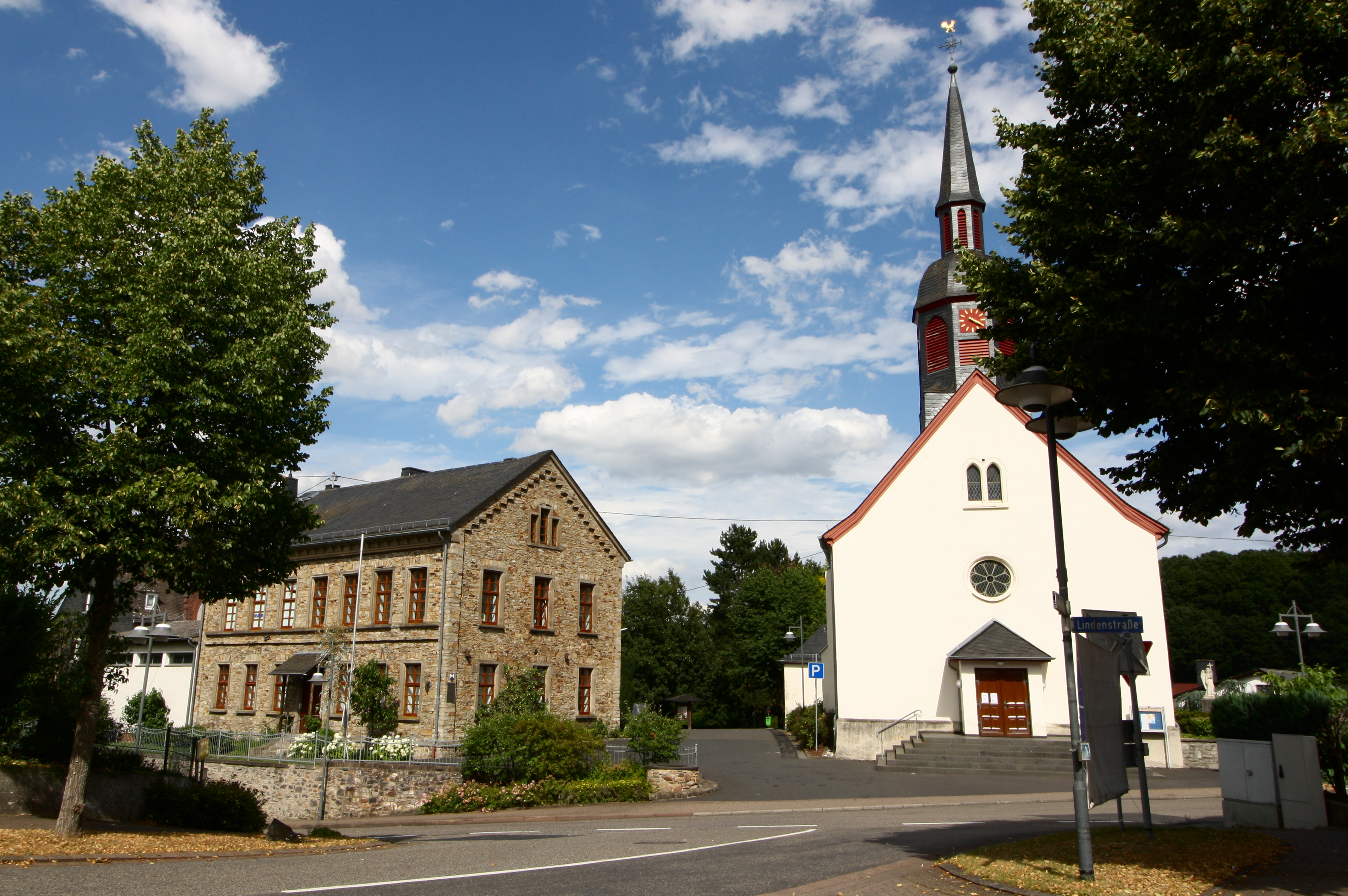
Alte Schule und die Kirche St. Margaretha

Holler ist eine Ortsgemeinde im Westerwaldkreis in Rheinland-Pfalz. Sie gehört der Verbandsgemeinde Montabaur an.

## Geographische Lage
Die Gemeinde liegt im Westerwald südlich von Montabaur im Naturpark Nassau.

## Geschichte
Holler wurde im Jahre 1228 im Oculus Memoriae des Klosters Eberbach erstmals urkundlich erwähnt.

## Politik

### Gemeinderat
Der Gemeinderat in Holler besteht aus 16 Ratsmitgliedern, die bei der Kommunalwahl am 9. Juni 2024 in einer Mehrheitswahl gewählt wurden, und dem ehrenamtlichen Ortsbürgermeister als Vorsitzendem.

### Bürgermeister
Uwe Meyer wurde im Sommer 2014 Ortsbürgermeister von Holler. Bei der Direktwahl am 26. Mai 2019 wurde er mit einem Stimmenanteil von 86,92 % und am 9. Juni 2024 als einziger Bewerber mit 84,5 % für jeweils weitere fünf Jahre in seinem Amt bestätigt.
Meyers Vorgängerin im Amt war Margret Flosdorf.

### Wappen
Die Wappenbeschreibung lautet: Die territorialen Zugehörigkeiten Hollers werden durch das Wappen in den Pranken des Löwen (Kurtrier) und den goldenen Löwen auf blauem Grund (Nassau) symbolisiert. Wasserreichtum und Mühlen werden im Ortswappen durch den Wellenbalken dargestellt. Für Landwirtschaft und Wald steht die Farbe Grün. Die ehemaligen Filialkirchspielorte werden im Ortswappen durch die sieben goldenen Schindeln dargestellt. Als Symbol für die Kirchenpatronin St. Margaretha steht im Wappen der goldene Drache mit dem Schwert.

## Kultur und Sehenswürdigkeiten
Siehe Liste der Kulturdenkmäler in Holler (Westerwald)

## Verkehr
Die nächste Autobahnanschlussstelle ist Montabaur an der A 3 Köln–Frankfurt am Main, etwa vier Kilometer entfernt.

## Söhne und Töchter der Gemeinde
- Heinrich Roth (1889–1955), Bürgermeister Montabaur, Landrat, Reichstagsabgeordneter
- Ernst-Ewald Roth (* 1953), Politiker und Theologe, Abgeordneter im Hessischen Landtag in Wiesbaden